# Lojze Vodovnik
Lojze Vodovnik, slovenski računalnikar in profesor, * 6. september 1933, Maribor, † 14. junij 2000, Ljubljana.
Lojze Vodovnik je srednjo šolo končal v Mariboru. Leta 1957 je diplomiral in 1963 doktoriral na Fakulteti za Elektrotehniko v Ljubljani. Prvo svojo službo je dobil v podjetju »Elektromedicina«, kjer je razvil več naprav za terapevtsko stimulacijo živcev in mišic. Leta 1959 je bil izvoljen za asistenta učenja za predmete »Elektromedicinske naprave«, »Industrijska Elektronika« in »Usmerniki« na Fakulteti za Elektrotehniko v Ljubljani. Leta 1963 je opravil tudi stopnjo doktorata na isti fakulteti. Istega leta je bil izvoljen za docenta za predmete »Elektronski merilni instrumneti«, »Raziskava iz tehnične kibernetike«, »Elektromedicinske naprave« in »Daljinsko upravljanje in merjenje«. Naslednje leto je odšel v ZDA za eno letno specializacijo na Case Western Reserve University v Clevelandu. Tam je nadaljeval svoje raziskave o novih možnostih za rehabilitacijo invalidov, na podlagi elektronskih in kibernetičnih sredstev. Po vrnitvi v Ljubljano, je ustanovil Laboratorij za medicinsko tehniko in biokibernetiko na Fakulteti za elektrotehniko. Leta 1966 so ga povabili na Case Western Reserve University v Clevelandu kot gostujočega profesorja do leta 1969. Leta 1967 je bil izvoljen za izrednega profesorja, ter leta 1973 za rednega profesorja na Fakulteti za elektrotehniko. Leta 1973 je bil izvoljen za prodekana Fakultete za elektrotehniko, dve leti kasneje pa dekana iste fakultete. Lojze Vodovnik se je upokojil leta 1998 in postal zaslužni profesor Univerze v Ljubljani. Ob 90-letnici njegovega rojstva so mu pred fakulteto za elektrotehniko postavili spomenik.
Leta 1977 je postal dopisni član Slovenske akademije znanosti in umetnosti in bil leta 1983 izvoljen za rednega člana te institucije. Med letoma 1992 in 1995 je bil tajnik razreda za matematične, fizikalne, kemijske in tehniške vede, 1995–2000 pa je bil član predsedstva SAZU. 
Nemogoče je opisati podobo človeka, ki je bil tako izjemen v vsem svojem življenju in ki je pustil močan vtis na svoje okolje. Bil je zelo inteligentna osebnost, vendar tega ni razkazoval navzven. S pogovorno enostavnostjo je bil dostopen vsakomur. Imel je plemenito mišljenje o vseh ljudeh, ki jih je srečal v svojem življenju. Bil je nesebičen, verjel je ljudem in jim zaupal. Rad je pomagal sodelavcem v kritičnih situacijah. Z dobrimi ljudmi je bil točen in jih nenehno spodbujal in podpiral. Bil je zelo zadovoljen z uspehi sodelavcev, tako kolegov s fakultete, kot znanstveniki, ki jih je spoznal po vsem svetu in so bili njegovi iskreni prijatelji. Bil je zelo topla in ljubeča osebnost. Njegova neskončna iskrenost je bila včasih na robu naivnosti. Bil je dober človek.
Kot učitelj je bil med tistimi profesorji, ki zaupajo v študente. Spodbujal je študente in jih spoštoval, njegove? lastne? domislice? so mu bile všeč?.  Seznanjal jih je z biokibernetiko, ki uvaja inženiring-pristop k biološkim sistemom. Ves čas je bil v iskanju novih področij v začetnih fazah in prenašal svoje navdušenje na študente. To je bilo za študente izjemna čast, ko so lahko z njim sodelovali pri raziskovalnem delu v laboratoriju in postopoma postajali člani njegove ekipe, pri čemer so bila merila pri izboru so zelo ostra. Ti študentje so bili izbrani s posebnim vizionarskim občutkom.
Bil je zelo zahteven mentor, točen, dosleden in strog, zlasti za svoje bližnje sodelavce. Izobrazil je nekaj generacij naslednikov, so mu za vselej ostali hvaležni kot učitelju, znanstveniku in izjemnemu človeškemu bitju.
Znanstveno-raziskovalno delo profesorja Lojzeta Vodovnika je bogato in izjemno raznoliko. Poleg osnovnega elektrotehničnega področja seže tudi na več drugih področjih. Pri svojih znanstvenih raziskavah se ni nikoli izognil izzivom, ki izhajajo bodisi iz inženirstva, medicine ali vsakdanjega življenja. Na tej poti se mu je zgodilo nekaj naključij, ki so odločilno vplivale na razvoj mladega inženirja elektrotehniških znanj z izrednim intelektualnim potencialom in gorečo željo odkriti nova obzorja. Njegova osnovna želja je bila prispevati k razvoju na področju medicinske elektronike, zaradi česar se je zaposlil v podjetju Elektromedicina ki pa je zaostajalo pri tem??. Univerzitetni asistent je postal leta 1959. Podiplomski študij vključno z magisterijem in doktoratom pod mentorstvom profesorja Aleša Strojnika, znanstvenika mednarodnega slovesa, je namreč dosegel na področju elektronske mikroskopije. Kljub tedanjim časovnoprostorskim razmeram je to področje vrhunec doseglo v Ljubljani, ni pa omogočalo primernih pogojev za razvoj. Odločilnega pomena za svoj nadaljnji razvoj tega področja so bili stiki s profesorjem Rajkom Tomovićem z beograjske Fakultete za elektrotehniko. Profesor Tomović je organiziral srečanje z »očeti« kibernetike, profesorjem Norbertom Wienerjem in profesorjem Reswickom v Opatiji leta 1962. Vabilo na Case Western University v Clevelandu je bila edinstvena priložnost za uresničitev svoje znanstvene ambicije. Čas ki ga je preživel tam je eden njegovih zelo ustvarjalnih znanstvenih obdobij. V tistem času je skupaj s profesorjem Reswickom in sodelavci načrtoval teoretične osnove za funkcionalno električno stimulacijo in podrobnosti faze? operacije, izvedene v elektronski bypass. Iskreno je upal, da se bo dalo s pomočjo nove metode rehabilitacije obnoviti prvotne funkcije paraliziranih udov  višje stopnje. Po vrnitvi v Ljubljano je z velikim navdušenjem postavil temelje raziskovalnega programa za rehabilitacijo v Ljubljani, ki je kasneje prerasel v ljubljanski univerzitetni rehabilitacijski inštitut RS ("Soča") s podporo ministrstva za zdravje ZDA. Osnovni namen je bil tehnološko izpopolnjevanje bogatih zamisli profesorja Vodovnika. Poleg svoje znanstvene iznajdljivosti je imel izjemen dar za zbiranje pravih/ustreznih ljudi okoli sebe za dodatno motivacijo. Uspelo mu je vzpostaviti plodno sodelovanje med različnimi poklicnimi profili, kot so zdravniki, biologi, fizioterapevti, medicinske sestre, inženirji in drugi ljudje. Takšno sodelovanje je služilo za zgled drugim centrom te vrste v ZDA. Zavedal se je, da je uspeh takšnega kompleksnega programa odvisen od zelo usklajenega timskega dela. Nadaljnji razvoj je v celoti potrdil njegovo vizijo, zato se timski pristop v medicini in drugod zdi samoumeven. Model delovanja Ljubljanskega rehabilitacijskega Centra je bil eden pomembnih razlogov, zaradi katerih Ministrstvo za zdravje ZDA sofinancira s svojim? programom? za? štiri? projektne? intervale? do? leta 1987.?
Sam in s sodelavci je objavil veliko število člankov in konferenčnih prispevkov (predaval je v Avstriji, Nemčiji, Angliji, Franciji, Rusiji, gostoval in predaval v ZDA in na Japonskem). V Parizu 1992 kot prvi Slovenec in znanstvenik v širšem jugovzhodnem delu Evrope prejel prestižni naslov IEEE Fellow pri največjem svetovnem strokovnem združenju elektrotehničnih inženirjev (The Institute of Electrical and Electronic Engineers, New York, ZDA). Prejel je številne nagrade in priznanja (delno skupaj s sodelavci), za odmevne in vrhunske znanstvene dosežke, nagrado Sklada Borisa Kidriča (1971 in 1986), medaljo IEEE ob 100-letnici 1984, nagrado AVNOJ 1987, nagrado RS za vrhunske dosežke v znanosti 1995, red dela z zlatim vencem 1980, red dela z rdečo zastavo 1990 idr. Njegovi številni dosežki in prispevki v znanosti so povzročili pomembne premike, veliko dosežkov se še danes uporablja, številne raziskovalne skupine pa nadaljujejo njegovo pionirsko delo.